# Rakovina jater

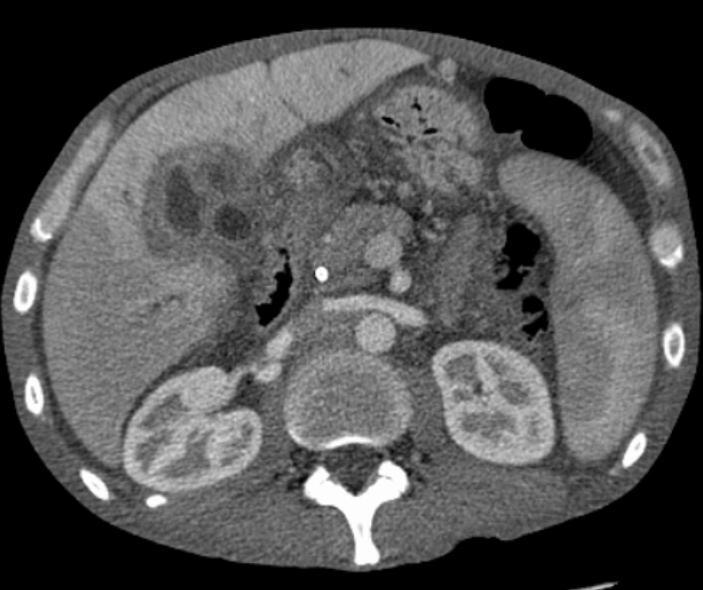
CT snímek cholangiokarcinomu jater

U rakoviny jater, tak jako u jiných nádorových onemocnění, dochází k velice rychlému dělení pozměněných buněk. Důsledkem tohoto procesu je většinou vznik nádoru, který negativně ovlivňuje funkci jater. K rakovině může dojít i v důsledku rozšíření nádorových metastáz z jiných, rakovinou postižených orgánů, např. plic nebo konečníku.

## Příčiny
Hlavní příčinou vzniku rakoviny jater je cirhóza, která vzniká jako následek žloutenky typu B, C nebo nadměrnou konzumací alkoholu. Také aflatoxiny vyvolávají zhoubné nádory jater, tzv. hepatocelulární karcinomy. 

## Projevy
Mezi první příznaky rakoviny jater se řadí především bolesti břicha, schvácenost a vysoká únava. Typickým příznakem rakoviny jater znatelný úbytek na váze pacienta. Rakovina jater může doprovázet i nafouklé břicho. Přítomny mohou být prokreslené cévy na kůži, takzvané névy.

## Prevence
Jednou z hlavních prevencí je hygiena a zabránění vzniku žloutenky, tedy jednoznačně očkování proti žloutence. Také bychom se měli bránit proti vzniku cirhózy, vyvarovat se pojídání potravin s přítomností plísně. Dále také omezit konzumaci alkoholu.

## Léčba

### Chirurgický zákrok
Odstranění celého nádorového ložiska je léčba, která je schopna dosáhnout dlouhodobého léčebného výsledku. Odstranění nádoru se někdy může spojit s transplantací jater.

### Radioterapie
Radioterapie (neboli ozáření) je metoda, která ke zničení nádorové tkáně využívá vysoké teploty (80-100 °C).

### Chemoterapie
Při chemoterapii se využívají speciální léky (jednotlivě nebo v kombinace), které zabíjejí nádorové buňky.

### Aplikování 95% alkoholu
Není-li možno provést chirurgické odstranení, injikuje se alkohol do nádorového ložiska. Ethanol je pro nádorovou tkáň velmi toxický, vede k vysušení nádorových buněk a jejich následnému odumření.